# Gadolinite
Gadolinite è un nome abbreviato e collettivo per i tre minerali riconosciuti dall'Associazione Mineralogica Internazionale (IMA): gadolinite-(Ce), gadolinite-(Nd) e gadolinite-(Y) (simboli IMA rispettivamente: Gad-(Ce), Gad-(Nd) e Gad-(Y)) appartenenti alla classe minerale dei "silicati e germanati" e al gruppo della gadolinite-datolite. I tre minerali contengono elementi dei cosiddetti metalli delle terre rare: cerio, neodimio e ittrio come componenti eponimi e formano una perfetta serie di miscelazione, i cui cristalli misti di diversa composizione sono generalmente indicati come gadolinite.
La composizione chimica idealizzata dei termini finali teorici è:
- Gadolinite-(Ce) – Ce2Fe2+Be2O2(SiO4)2
- Gadolinite-(Nd) – Nd2Fe2+Be2O2(SiO4)2
- Gadolinite-(Y) – Y2Fe2+Be2O2(SiO4)2

Tuttavia, i siti reticolari del cerio non sono solo in gran parte occupati dall'ittrio, ma spesso anche da altri metalli delle terre rare. La composizione chimica deve quindi essere specificata con maggiore precisione come (Ce,SEE)2Fe2+Be2O2(SiO4)2 oppure (Y,SEE)2Fe2+Be2O2(SiO4)2.

## Etimologia e storia
Il nome originale della gadolinite-(Y) era itterbite, dal nome del primo sito di scoperta nella fossa di Ytterby vicino a Resarö nel comune svedese di Vaxholm.
La gadolinite-(Y) fu descritta per la prima volta nel 1800 da Martin Heinrich Klaproth, che chiamò il minerale in onore di Johan Gadolin (1760-1852), un chimico e mineralogista finlandese che scoprì, tra le altre cose, l'elemento ittrio.
La gadolinite-(Ce) è stata descritta per la prima volta nel 1978 da Tom Victor Segalstad, Alf Olav Larsen nella località tipo Buer vicino a Skien nella provincia norvegese del Telemark., mentre la gadolinite-(Nd) è stata descritta per la prima volta nel 2016 da Radek Škoda, Jakub Plášil, Renata Čopjaková, Milan Novák, Erik Jonsson, Michaela Vašinová Galiová e Dan Holtstam.

## Classificazione
Già nell'ormai obsoleta, ma ancora in uso, 8ª edizione della sistematica minerale secondo Strunz, le gadoliniti appartenevano alla classe minerale dei "silicati e germanati" e lì alla sottoclasse dei "nesosilicati con anioni non tetraedrici (neso-subsilicati)", dove danno il nome al "gruppo datolite-gadolinite" con il sistema nº VIII/B.29 che occupano insieme a bakerite, calcybeborosilite-(Y), hingganite-(Ce), hingganite-(Y), hingganite-(Yb), homilite e minasgeraisite-(Y).
La 9ª edizione della Sistematica minerale di Strunz, valida dal 2001 e utilizzata dall'Associazione Mineralogica Internazionale (IMA), classifica le gadoliniti nel dipartimento "9.A Nesosilicati". Tuttavia, questo è ulteriormente suddiviso in base alla struttura cristallina, in modo che il minerale possa essere trovato nella suddivisione "9.AJ Nesosilicati con triangoli BO3 e/o tetraedri B[4], Be[4], che condividono un vertice con SIO4" in base alla sua struttura, dove forma il "gruppo della datolite" con il sistema nº 9.AJ.20 insieme a hingganite-(Ce), hingganite-(Yb), bakerite, datolite, homilite, calcybeborosilite-(Y), melanocerite-(Ce), minasgeraisite-(Y), hingganite-(Y).
La sistematica dei minerali Dana, che viene utilizzata principalmente nel mondo anglosassone, classifica anche le gadoliniti nella classe dei "silicati e germanati" e lì nella divisione dei "nesosilicati: borosilicati e alcuni berillilosilicati con (BO3)". Qui si trova insieme a bakerite, calciogadolinite, homilite e minasgeraisite-(Y) nel "gruppo della datolite (serie della homilite)" con il sistema nº 54.02.01b all'interno della sottodivisione "Nesosilicati: borosilicati e alcuni berilliosilicati con B in [4] coordinazione".

## Abito cristallino
Tutti e tre i minerali cristallizzano nel sistema monoclino nel gruppo spaziale P21/c (gruppo nº 14), ma con parametri reticolari leggermente diversi, seppur tutti con 2 unità di formula per cella elementare:
| Minerale        | Parametri reticolari                                   |
| --------------- | ------------------------------------------------------ |
| Gadolinite-(Y)  | a = 4,77 Å, b = 7,56 Å, c = 10,00 Å, β = 90,3°         |
| Gadolinite-(Ce) | a = 4.82 Å, b = 7,58 Å, c = 10,01 Å, β = 90,5°         |
| Gadolinite-(Nd) | a = 4,8216 Å, b = 7,6985 Å, c = 10,1362 Å, β = 90,234° |

Come nesosilicato, la struttura dei tre minerali è costituita da tetraedri di silicato isolati, i cui angoli di ossigeno sono collegati ciascuno a un ferro e a uno degli ioni dell'elemento delle terre rare. Gli ioni berillio sono incorporati negli spazi tra i tetraedri.
Per una migliore rappresentazione della struttura chimica cristallina, la formula può anche essere combinata con (Ce,SEE)2Fe2+Be[4]2O2[O|SiO4]2 o (Y,SEE)2Fe2+Be[4]2O2[O|SiO4]2. Questo afferma che i cationi di berillio sono circondati ciascuno da quattro ioni di ossigeno, cioè sono coordinati quattro volte. L'ossigeno separato dal tetraedro SiO4 all'interno delle parentesi quadre significa che questa parte è legata ai cationi posti davanti alla sola parentesi quadra, mentre l'ossigeno del tetraedro SiO4 è legato sia ai cationi che al silicio.

## Proprietà
La gadolinite contiene spesso anche torio (Th), un elemento radioattivo del gruppo degli attinoidi, come ulteriore mescolanza. L'incorporazione del torio non solo assicura che la gadolinite diventi un emettitore di α radioattivo, ma distrugge anche il reticolo cristallino nel tempo; si "isotropizza" e diventa un metamict amorfo. A causa delle radiazioni e della conseguente distruzione del sistema cristallino, il minerale alla fine diventa nero e opaco.
Quando viene riscaldata, ad esempio davanti al cannello a soffiatura, la gadolinite isotropizzata "brucia" sotto la generazione di calore e diventa anisotropa. Viene decomposta dall'acido cloridrico per formare gelatina.

## Origine e giacitura
Le gadoliniti si formano per metamorfismo di contatto in vene di sienite-pegmatite tra basalto e monzonite o in pegmatiti granitiche alcaline. I minerali associati includono egirina, albite, allanite, apatite, apofillite, biotite, calcite, chevkinite, fluorite, fergusonite, helvine, loparite, magnetite, microclino, molibdenite, pirofanite, quarzo, titanite, yttrialite-(Y) e zircone.
In Germania, la gadolinite-(Ce) è stata finora trovata solo in una cava di gabbro nella valle di Radau vicino a Bad Harzburg in Bassa Sassonia.
Anche in Austria, la gadolinite-(Ce) è stata finora conosciuta solo in una località, un giacimento di smeraldi nel Leckbachgraben sul Nasenkopf nella valle di Habach negli Alti Tauri nel Salisburghese. Inoltre, la gadolinite-(Y) è stata trovata in due affioramenti vicino a Böckstein nella Valle di Gastein (Salisburgo) e sulla Schrammacher nella Zillertal tirolese.
La gadolinite-(Nd) è finora conosciuta solo dalla sua località tipo, la miniera di Malmkärra nel comune di Norberg nella contea di Västmanland (Svezia).
In Svizzera, la gadolinite-(Y) è conosciuta anche in diverse località della Val Nalps nel comune di Tujetsch nel Canton Grigioni, nella Val Bedretto e nei pressi del distretto di Carona nel Canton Ticino, nonché in diverse località della Valle di Binn nel Canton Vallese.
Altre località per la gadolinite-(Ce) e la gadolinite-(Y) includono Argentina, Australia, Canada, Cina, Finlandia, Francia, Italia, Giappone, Kazakistan, Malawi, Mongolia, Norvegia, Pakistan, Polonia, Portogallo, Russia, Sud Africa, Corea del Sud, Spagna, Svezia, Svizzera, Tagikistan, Ungheria, Regno Unito (Gran Bretagna) e Stati Uniti (USA).

## Usi
Come minerale, la gadolinite è di scarsa importanza a causa della sua rarità, nonostante il suo alto contenuto di terre rare tra il 38 e il 50% in peso. Tuttavia, occasionalmente viene scambiata tra i collezionisti in forma tagliata.

## Forma in cui si presenta in natura
La gadolinite di solito si trova in cristalli incarniti con superfici imperfettamente formate o sotto forma di masse grossolane e fragili. Le superfici appena fratturate hanno una brillantezza vetrosa simile al grasso.
In generale, la gadolinite è opaca. Tuttavia, anche piccoli cristalli o strati sottili possono essere quasi trasparenti. Il suo colore varia dal nero verdastro al nero e al marrone. Gli strati sottili tendono a essere dal verde erba al verde oliva.